# Oedaspis schachti
Oedaspis schachti
 es una especie de insecto del género Oedaspis de la familia Tephritidae del orden Diptera. 
Valery Korneyev la describió científicamente por primera vez en el año 2002.